# ミシェル・ヴィノック
ミシェル・ヴィノック（Michel Winock、1937年3月19日 - ）は、フランスの歴史学者。パリ政治学院名誉教授。
近現代フランス政治史・政治思想史を専門とし、メディシス賞随筆部門受賞の『知識人の時代』、今日賞受賞の『クレマンソー』、ゴンクール伝記賞受賞の『スタール夫人』など多くの著書を発表した。また、『エスプリ』誌の編集、スイユ出版社の歴史書の編集に携わった後、歴史雑誌『リストワール（歴史）』を創刊して新しい動向や研究を紹介し、歴史学の発展・大衆化に寄与した。

## 生涯

### 背景
ミシェル・ヴィノックは1937年3月19日、パリに生まれた。父ガストンは、ベルギーと国境を接するノール県（フランドル・フランセーズ）で野菜栽培を営む家庭に生まれた。勤勉を重んじるカトリックの家庭あった。母ジャンヌは同じ北部のオワーズ県の労働者階級の出身であった。ミシェルは6人兄弟姉妹の末子で、長男とは14歳、他の5人ともかなり年が離れていた。
ヴィノック一家はまもなくパリ郊外のアルクイユ（イル＝ド＝フランス地域圏、ヴァル＝ド＝マルヌ県）に越した。労働者地区で共産党支持者が多い「赤い環状地帯（Ceinture rouge）」に属するコミューンであり、父ガストンはここでバスの車掌をし、母ジャンヌは商店を営んでいた。浴室がなかったので台所で身体を洗い、トイレも建物の共用であった。
8歳のときに兄マルセル（22歳）と父ガストンを相次いで結核で失った。こうした背景や上述の家庭環境については、2003年に兄マルセルが亡くなるまで付けていた日記を元に自伝『ジャンヌと家族』を執筆し、初めて明らかにした。

### 教育
ミシェルはマルセルの本棚にある本を「兄を思い出すために」次々と読み、文学に関心を抱くようになった。兄弟はみな高等学校に進まずに就職したが、ミシェルが就学する頃には年の離れた兄弟姉妹が働いていたために、彼らの経済的支援によって高等教育を受けることができた。学業を続けるよう励ましたのは次兄のピエールであった。
パリ郊外オー＝ド＝セーヌ県ソーのリセ・ラカナルを卒業して、バカロレアを取得。働きながらグランゼコール文学準備級の通信講座を受講し、ソルボンヌ大学（パリ大学）文学部に進んだ。在籍中に政治に対する関心から文学と併せて歴史学も専攻し、1961年に文学博士号と同時に歴史学の教員一級資格および博士号を取得した。

### 教歴
歴史・地理の教員になり、モンペリエの男子高等学校（1961-63年）、ヴェルサイユのリセ・オッシュ（1964-66年）、母校リセ・ラカナル（1966-68年）で通算7年間教えた後、1968年にヴァンセンヌ大学の助手に任命された。
ヴァンセンヌ大学（現パリ第8大学）は、同年に起こった、権威主義的な既成秩序に抗議する学生運動に端を発する五月革命（Mai 68）の精神を受け継ぐ新しい高等教育機関、学生だけでなく労働者、外国人など「すべての人に開かれた大学」として創立された大学であり、したがって左派・共産主義者の大学でもあった（五月革命前年のパリでは『毛沢東語録』が売り切れるほどのマオイスムの流行が起こっていた）。ヴィノックはこうしたヴァンセンヌ大学の創設を「フランス左翼行動主義の荒療治（abcès de fixation du gauchisme français）」と呼ぶ。実際、創立時にはエレーヌ・シクスー、フランソワ・シャトレ、ジル・ドゥルーズ、ジャン・フランソワ・リオタール、ミシェル・フーコー、アラン・バディウ、ルネ・シェレール、ミシェル・セール、ダニエル・ベンサイドらの主に哲学者によって、伝統的なパリ大学にはない新しい学問分野（学部）が設置された。
ヴィノックはこの後助教授に昇任し、1980年にヴァンセンヌ大学が郊外のサン＝ドニに移転してパリ第8大学と改称される直前の1979年に、パリ政治学院に助教授として赴任することになるが、ヴァンセンヌ実験大学センターとも呼ばれたこの大学は、年齢も国籍も考え方も違う人々が混在し、新しいものを創り上げようとする意欲を共有する場であり、「思想を育み、先入観や偏見を揺るがすような何かが起こっているという感覚」があったと回想している。
パリ政治学院では1990年に教授に昇任し、2001年に名誉教授の称号を授与された。
この間、国外の大学でも教鞭を執った。マギル大学（ケベック州、モントリオール、1969年）、ミドルベリー大学（アメリカ合衆国バーモント州、1980年、1989年）、ニューヨーク大学（1983年、1985年）、フィレンツェ大学のC・アルフィエーリ（政治学）研究所（イタリア、1988年）、モスクワ・フランス短期大学（Collège Universitaire Français de Moscou）およびサンクトペテルブルク・フランス短期大学（Collège Universitaire de Saint-Pétersbourg）（ロシア、1992年、1994年）、ボローニャ大学政治学部（イタリア、1993年）、バーゼル大学（スイス、2002年）などである。

### 歴史学の大衆化

#### 『エスプリ』誌・スイユ出版社
一方、教育研究活動だけでなく、雑誌や叢書の編集にもすでに1950年代の終わり頃から関わり、パリ6区ジャコブ通り27番地の同じ建物に入っていた『エスプリ』誌の編集部とスイユ出版社の編集部に出入りするようになった。『エスプリ』誌は1932年に哲学者エマニュエル・ムーニエが創刊した雑誌であり、「国際的な雑誌」という副題のとおり、国外の知識人との連携により、欧州の精神や西欧の価値を他国との関連において論じる場であった。一方、スイユ社はロラン・バルトの初期の著作物、モーリス・ナドーの画期的な著書『シュルレアリスムの歴史』など、特に戦後のフランス思想の紹介において重要な役割を果たした。編集部では絶えず政治問題について議論が交わされ、「文学を擁護しようとする出版社の編集委員だったが、政治の話ばかりしていた」という。ヴィノックは1971年にスイユ社の「ポワン・イストワール」（「ポワン・スイユ」ペーパーバック版シリーズの1つで、ペーパーバック版の歴史書）を創刊し、編集長に就任した。

#### 『リストワール（歴史）』誌
パリ政治学院の助教授に就任する前年の1978年に、スーフィズム（イスラム神秘主義）専門の哲学者ミシェル・ショドキーウィチ（Michel Chodkiewicz）とともに歴史雑誌『リストワール（歴史）』誌を創刊した。1970年代・80年代は、歴史研究において大きな変化が生じた時期であった。1979年に国立科学研究所（CNRS）の研究ユニットとして設立された現代史研究所（Institut d'histoire du temps present）は、現代史という概念の普及に重要な役割を担い、アナール学派の第三世代・第四世代、五月革命の舞台となったパリ・ナンテール大学の政治学部をはじめとする様々な学派の間で歴史観・歴史研究のあり方に関する活発な議論が交わされていた。こうした背景において『リストワール』誌は特定の学派に偏することなく、「多元主義の観点から」新しい動向や研究を次々と紹介し、フランス農村部の歴史、私生活の歴史などの特集を組むなどして、歴史学の発展に大きく寄与することになった。
編集委員会の委員は、先史・古代史部門のカトリーヌ・ペルレス、中世史部門のロベール・ドロール、近代史部門のフィリップ・ジュタール、現代史部門のジャン＝ノエル・ジャンヌネーとジャン＝ピエール・リュウ、および作家でもあるジャン・ラクチュールとオリヴィエ・ロランであった。各号に主な寄稿者のジョルジュ・デュビー、ルネ・レモン、フィリップ・アリエス、フィリップ・ジュタールらによる10 - 12ページの記事が6編、短めの記事が約15編掲載された。
『リストワール』誌はまた、歴史学の大衆化にも寄与した。これ以前にもジャーナリストや作家が一般向けの興味深い記事を寄稿する歴史雑誌は存在したが、歴史学者が一般向けの記事を書くことはほとんどなかったからである。さらに、ヴィノックはこのような普及活動の一環として、ジャン＝ピエール・アゼマ、ジャン＝ノエル・ジャンヌネー、セルジュ・ベルスタン、ピエール・ミルザ、アラン＝ジェラール・スラマらパリ政治学院の同僚とともに公開講座、テレビの歴史番組への出演、新聞の歴史コラムへの寄稿、毎年ポルト・ド・ヴェルサイユで行われる大規模な書籍見本市サロン・デュ・リーヴル（現リーヴル・パリ）への参加など学外の活動にも積極的に取り組んだ。

#### ペサック国際歴史映画祭
歴史学の普及におけるもう一つの貢献は、毎年、ジロンド県のペサックで開催されるペサック国際歴史映画祭の創設に参加したことである（日本からは2005年に小林政広監督の『バッシング』、2010年に若松孝二監督の『キャタピラー』が受賞）。現在も同映画祭の運営委員会の委員を務め、『リストワール』誌や地元紙の担当コラムで紹介している。

### 知識人
こうした活動から「大衆的な知識人」とも呼ばれるヴィノックは、実際、『知識人の時代』をはじめとして、知識人のあり方を問い続けている。彼によると、「知識人」という言葉はドレフュス事件においてクレマンソーが「作家、大学人、芸術家」を指して使ったのが最初であり、右派の作家モーリス・バレスがこれに反対したこと、および1934年に極右が扇動した1934年2月6日の危機を受けて反ファシズム知識人監視委員会が結成されたこと、さらにはヴィシー政権下で右派の作家が対独協力に転じたことから、「知識人」は「左派」というイメージが定着した。
ヴィノックはまた、著作活動よりむしろテレビの討論番組や時事問題に関する番組に出演する専門家として知られる新しいタイプの知識人が登場したと指摘する。知識人は本来、学問に関わる人間であって政治や道徳に関わる人間ではないため、ヴィノックはこの新しい知識人を「専業の知識人（intellectuels professionnels）」と呼び、典型的な「専業の知識人」としてベルナール・アンリ＝レヴィを挙げている。だが、彼自身としては「専業の知識人」ではなく、ミシェル・フーコーが定義した「特殊領域の知識人」、すなわち実際に研究・教育の職務を遂行しながら、しかもその専門領域（特殊領域）で「批判的な」仕事を行う知識人でありたいという。
2015年10月に日仏会館・日仏会館フランス事務所の招聘により来日し、早稲田大学、京都大学で講演を行った。 

## 受賞・受章
- 1997年、『知識人の時代』でメディシス賞随筆部門
- 2008年、『クレマンソー』で現代の政治・歴史に関する著書に与えられる今日賞
- 2010年、『スタール夫人』でゴンクール伝記賞
- 2011年、『スタール夫人』および全著書に対して歴史書に与えられるアカデミー・フランセーズのゴベール大賞（フランス語版）[34]
- 2012年、レジオンドヌール勲章シュヴァリエ[35]

## 著書
- Les Communards (コミュナール (パリ・コミューンの革命家)), Seuil, 1964 - ジャン＝ピエール・アゼマ（フランス語版）共著
- La IIIe République : 1870-1940 (第三共和政 1870-1940), Calmann-Lévy, 1969 (再版 Hachette « Pluriel »), 1978 - ジャン＝ピエール・アゼマ共著
- La République se meurt. Chronique 1956-1958 (死に瀕する共和政 - 1956-1958 年代記), Seuil, « Histoire » , 1978 (再版 Gallimard, « Folio Histoire », 1985)
- Édouard Drumont et Cie, antisémitisme et fascisme en France (エドゥアール・ドリュモン（フランス語版）株式会社 - フランスにおける反ユダヤ主義とファシズム), Seuil, 1982
- La fièvre hexagonale : les grandes crises politiques, 1871-1968, Seuil, « Points Histoire », 1986
  - 『フランス政治危機の100年 ― パリ・コミューンから1968年5月まで』大嶋厚訳　吉田書店、2018年
- Chronique des années soixante (1960年代記), Seuil, « XXe siècle », 1987 (再版 Seuil, « Points Histoire », 1990)
- 1789. L'année sans pareille (1789年 - 比類なき年), Hachette, « Pluriel », 1989 (再版 Perrin, « Tempus », 2004)
- Nationalisme, antisémitisme et fascisme en France, Seuil, « Points Histoire », 1990
  - 『ナショナリズム・反ユダヤ主義・ファシズム』川上勉、中谷猛監訳、藤原書店、1995年
- Les Années trente, de la crise à la guerre (1930年代 - 危機から戦争へ), Seuil, « Points Histoire », 1990
- L'Échec au roi, 1791-1792 (王手 1791-1792), Olivier Orban, « Réserve Ouvrage », 1991
- Les frontières vives (白熱する国境), Seuil, « Journal de la fin du siècle », 1992
- Le Socialisme en France et en Europe, xixe-xxe siècle (19-20世紀のフランスおよび欧州における社会主義), Seuil, « Points Histoire », 1992
- Histoire de l'extrême droite en France (フランス極右の歴史), (編著・監修), Seuil, « Points Histoire », 1994
- La Droite depuis 1789 : les hommes, les idées, les réseaux  (1789年以降の右派 - 人物、思想、団体), (編著・監修), Seuil, « Points Histoire », 1995
- Parlez-moi de la France (以下『フランスの肖像』参照), Omnibus, « Non Fiction », 1995 (再版 Seuil, « Points », 1997)
- « Esprit » : des intellectuels dans la cité (『エスプリ』- シテの知識人), Seuil, « Points Histoire », 1996
- L'Affaire Dreyfus, vérités et mensonges (ドレフュス事件 - 真実と嘘), (編著・監修), Seuil, « Points Histoire », 1998
- Dictionnaire des intellectuels français (フランス知識人辞典), (編著・監修), Seuil, « Histoire », 1996 (avec Jacques Julliard)
- Le Siècle des intellectuels, Seuil, « Essais », 1997 (再版 Seuil, « Points » 1999) - 1997年メディシス賞随筆部門受賞
  - 『知識人の時代 ― バレス/ジッド/サルトル』塚原史、立花英裕、築山和也、久保昭博訳　紀伊國屋書店、2007年
- Les Voix de la liberté : les écrivains engagés au XIXe siècle (自由の声 - 19世紀アンガジュマンの作家), Seuil, « Essais », 2001 (再版 Seuil, « Points » 2002)
- La France politique : XIXe-XXe siècle (政治的フランス - 19-20世紀), Seuil, « Points Histoire », 1999 et 2003
- Jeanne et les siens (ジャンヌと家族), Seuil, « Fiction et Cie », 2003 (再版 Seuil, « Points », 2004)
- La Belle Époque : la France de 1900 à 1914 (ベルエポック - 1900-1914年のフランス), Perrin, « Pour l'histoire », 2002 (再版 Perrin, « Tempus », 2004)
- La France et les Juifs, de 1789 à nos jours (フランスとユダヤ人 - 1789年から今日まで), Seuil, « L'univers historique », 2004 (再版 Seuil, « Points Histoire », 2005)
- L'invention de la démocratie, 1789-1914 (民主主義の発明 1789-1914), (編著・監修), Seuil, « L'univers historique » 2004 (再版 Seuil, « Points Histoire », 2008) - セルジュ・ベルスタン（フランス語版）共著
- La République recommencée, de 1914 à nos jours (共和政のやり直し - 1914年から今日まで) (編著・監修), Seuil, « L'univers historique » 2004 (再版 Seuil, « Points Histoire », 2008) - セルジュ・ベルスタン共著
- Pierre Mendès France (ピエール・マンデス・フランス), Bayard, « Les grands hommes d'État », 2005
- Victor Hugo dans l'arène politique (政治舞台におけるヴィクトル・ユーゴー), Bayard, « Essais », 2005
- La gauche au pouvoir : L'héritage du Front populaire, (左派政権 - 人民戦線の遺産), Bayard, « Essais », 2006 - セヴリーヌ・ニケル（Séverine Nikel）共著
- 13 mai 1958. L'agonie de la IVe République (1958年5月13日（フランス語版） - 第四共和政の終焉), Gallimard, « Les journées qui ont fait la France », 2006
- La Gauche en France (フランスの左派), Perrin, « Tempus », 2006
- La Mêlée présidentielle (大統領混戦), Flammarion, « Témoignage », 2007
- Clemenceau (クレマンソー), Perrin, 2007 et Tempus, 2011 - 今日賞受賞
  - 『クレマンソー』大嶋厚訳、作品社、2023年
- 1958. La naissance de la Ve République (1958年 - 第五共和政の誕生), Gallimard, « Découvertes Gallimard (n° 525) », 2008
- L'Élection présidentielle en France (フランス大統領選挙), Perrin, « Tempus », 2008
- Le xxe siècle idéologique et politique (イデオロギーと政治の20世紀), Perrin, « Tempus », 2009
- Madame de Staël (スタール夫人), Fayard, 2010 - ゴンクール伝記賞受賞
- Parlez-moi de la France. Histoire, Idées, Passions, Perrin, édition nouvelle et augmentée, 2010
  - 『フランスの肖像 ― 歴史・政治・思想』大嶋厚訳　吉田書店、2014年
- L'Effet de génération. Une brève histoire des intellectuels français (世代効果 - フランス知識人略歴), Thierry Marchaisse, 2011.
- La droite, hier et aujourd'hui (右派 - 昨今), Perrin, 2012, et Éditions Tempus, 2013
- Flaubert (フローベール), Gallimard, 2013
- Les Derniers Feux de la Belle Époque. Chronique culturelle d’une avant-guerre (1913-1914) (ベルエポックの最後の輝き - 戦前の文化史 1913-1914), Seuil, 2014
- François Mitterrand, Gallimard, coll. «NRF Biographies», 2015
  - 『ミッテラン ― カトリック少年から社会主義者の大統領へ』大嶋厚訳　吉田書店、2016年
- Journal politique. La république gaullienne, 1958-1981 (政治日誌 - ド・ゴール共和国 1958-1981), Thierry Marchaisse, 2015
- Refaire la démocratie. Dix-sept propositions, (民主主義のやり直し - 17の提言), (編著・監修), Thierry Marchaisse, 2016 - クロード・バルトローヌ（フランス語版）共著
- La France républicaine. Histoire politique XIXe-XXIe siècle (共和国フランス - 19-21世紀政治史), Robert Laffont, « Bouquins », 2017
- Les lieux de l'histoire de France (フランス史の場), Perrin, 2017 - オリヴィエ・ヴィヴィオルカ（フランス語版）共編
- Les Années Mitterrand. Journal politique, 1981-1995 (ミッテラン時代 - 政治日誌 1981-1995), Thierry Marchaisse, 2018
- Les figures de proue de la gauche depuis 1789 (1789年以降の左派を率いた人物) (編著・監修), Paris, Perrin, 2019
- Charles de Gaulle. Un rebelle habité par l'histoire (シャルル・ド・ゴール - 歴史が潜む反逆者), Gallimard, 2019
  - 『シャルル・ドゴール　歴史を見つめた反逆者』大嶋厚訳、作品社、2021年